# Andrzej Słowakiewicz
Andrzej Słowakiewicz [výsl. přibližně andřej suovakjevič] (* 27. ledna 1951 Nowy Targ) je bývalý polský hokejový obránce. Jeho starším bratrem je hokejista Józef Słowakiewicz.

## Hráčská kariéra

### Klubová kariéra
Hrál za Podhale Nowy Targ (1969–1970) a (1972–1982) a během vojenské služby za tým Legia Warszawa (1970–1972). Je sedminásobným mistrem Polska. Celkem za 13 ligových sezón nastoupil ve 476 utkáních a dal 91 gólů.

### Reprezentační kariéra
Polsko reprezentoval na olympijských hrách v roce 1976 a na 8 turnajích mistrovství světa v letech 1970–1979. Celkem za polskou reprezentaci nastoupil v letech 1970–1979 ve 114 utkáních a dal 6 gólů.